# Sâncraiu Almașului, Sălaj
Sâncraiu Almașului(în maghiară Topaszentkirály) este un sat în comuna Zimbor din județul Sălaj, Transilvania, România.
Satul este traversat de drumul național DN1F Cluj Napoca-Zalău.

## Istoric
In 1345 regele Topas mentioneaza localitatea ca Senkyral.
In 1429 apare ca Zentkyral, tot ca Zenthkyral apare si în 1449 ca loc unde un preot a infiintat o parohie, în 1471 ca apare sub numele de Thopazenthkyral(Sancraiul Topei).
In 1519 Szentkirály apare ca posesiune a familiilor Kis si Nagydobai.
In 1522, apare ca aparținând familiilor Dobai, Gyerővásárhelyi Győzőfi, Wass, Szentpáli.
O altă atestare documentară are loc în 1546.
In 1551 , dupa traditie, György Fráter, prietenul reginei Elizabeta(Isabella Jagiello Zapolya), a pornit de aici spre Kosice. Scena de ramas bun a fost scrisa de Sebastien Tinódi Lantos in a lui Istorie a Transilvaniei.

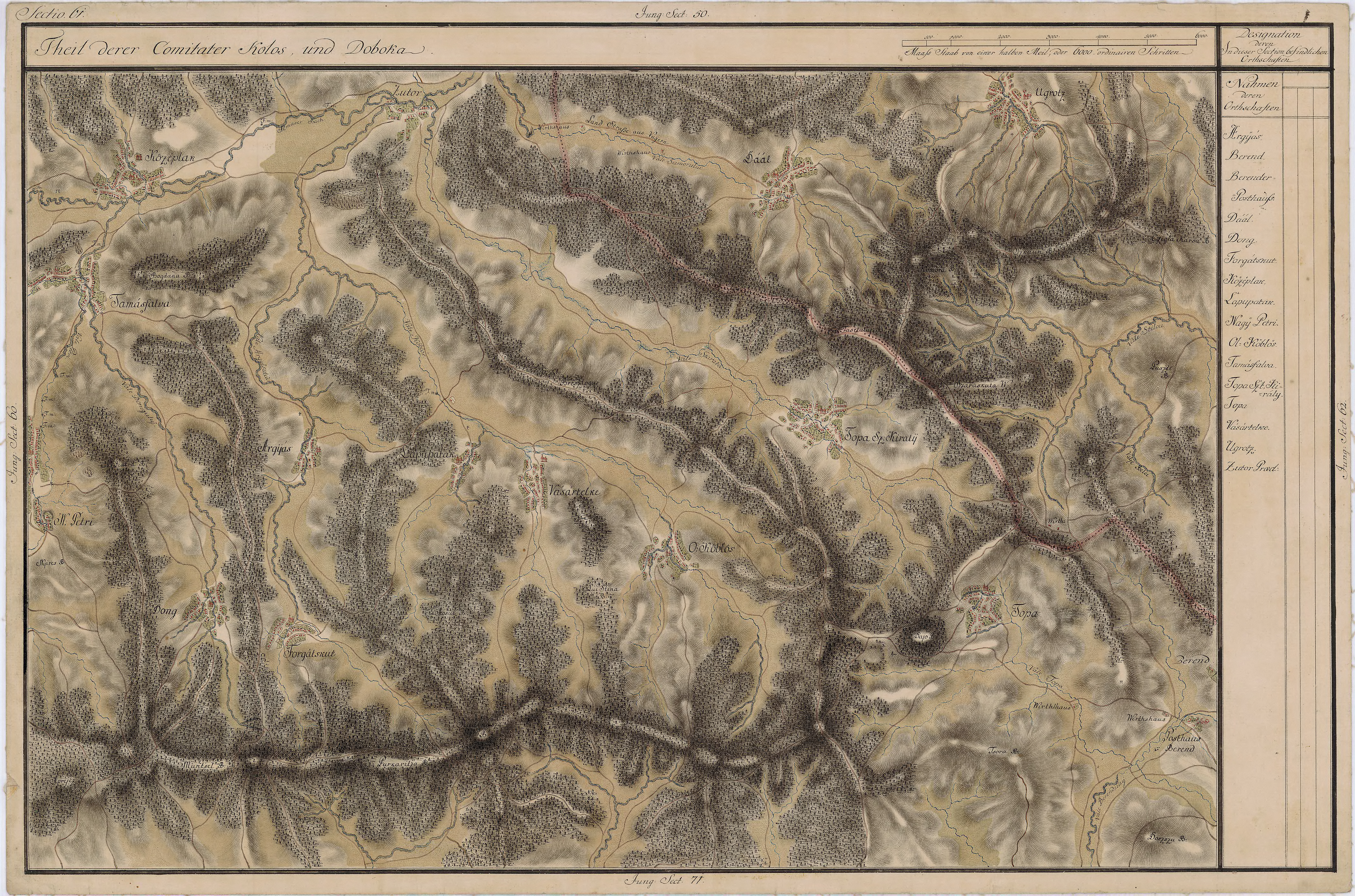
Sâncraiu Almaşului în Harta Iosefină a Transilvaniei, 1769-1773

Până în 1919 și între 1940 si 1944 a făcut parte din județul Cluj, Ungaria.
Din 1919 până în 1940 și din 1940 până în 1950 a făcut parte din județul Cluj, plasa Hida.
Din 1950 până în 1952, apoi din 1952-56, 1956-1960 și 1960-1968 a făcut parte din diverse forme a regiunii Cluj, raionul Huedin.
Din 1968 face parte din județul Sălaj.

## Geografia

### Localizare
Localitatea se află la 352 km de capitala Bucuresti, 33 km sud vest de Zalău, reședința județului Sălaj și 27 km de Cluj Napoca cel mai apropiat aeroport internațional.
Localitatea se află la 335 m altitudine, la marginea de est a Depresiunii Almașului, ce separă Munții Meseș de Podișul Someșan.

## Demografia
In 1910 erau 811 Români și 41 unguri din 852 locuitori.
La recensământul din 2002, Sâncraiu Almașului avea 286 de locuitori, din care 284 (99.3%) Români.

## Religia
In 1910, 785 erau greco-catolici, 23 erau ortodocsi si 25 erau de religie mozaică.

## Transport
Satul este traversat de drumul național DN1F Cluj Napoca-Zalău.

## Patrimoniul Cultural
Biserica Reformata a fost construita intre 1869 si 1871 pe locul unei vechi biserici in stil Gotic.

## Imagini

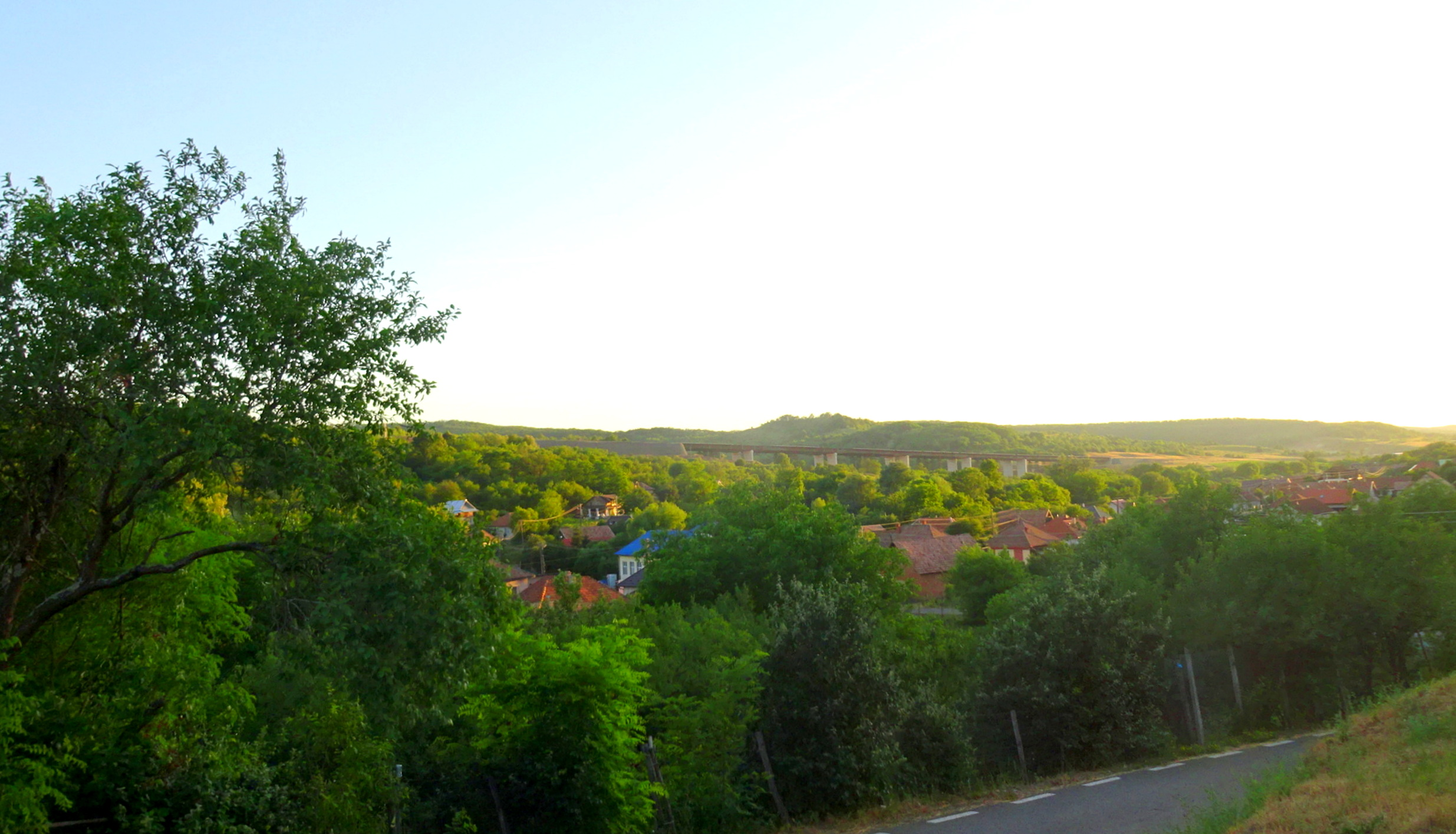
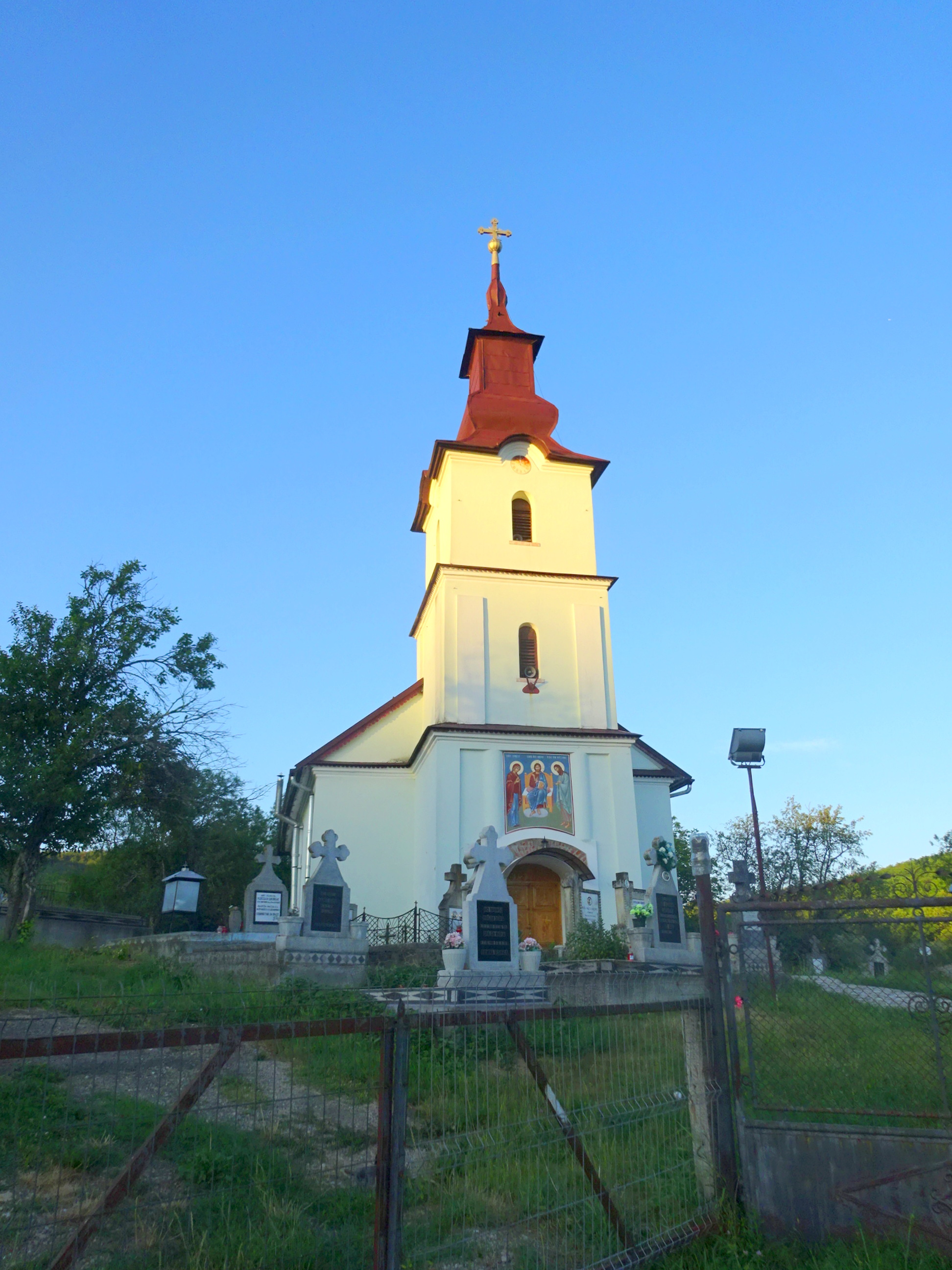
Biserica Pogorârea Sfântului Duh din Sâncraiu Almașului (1902)
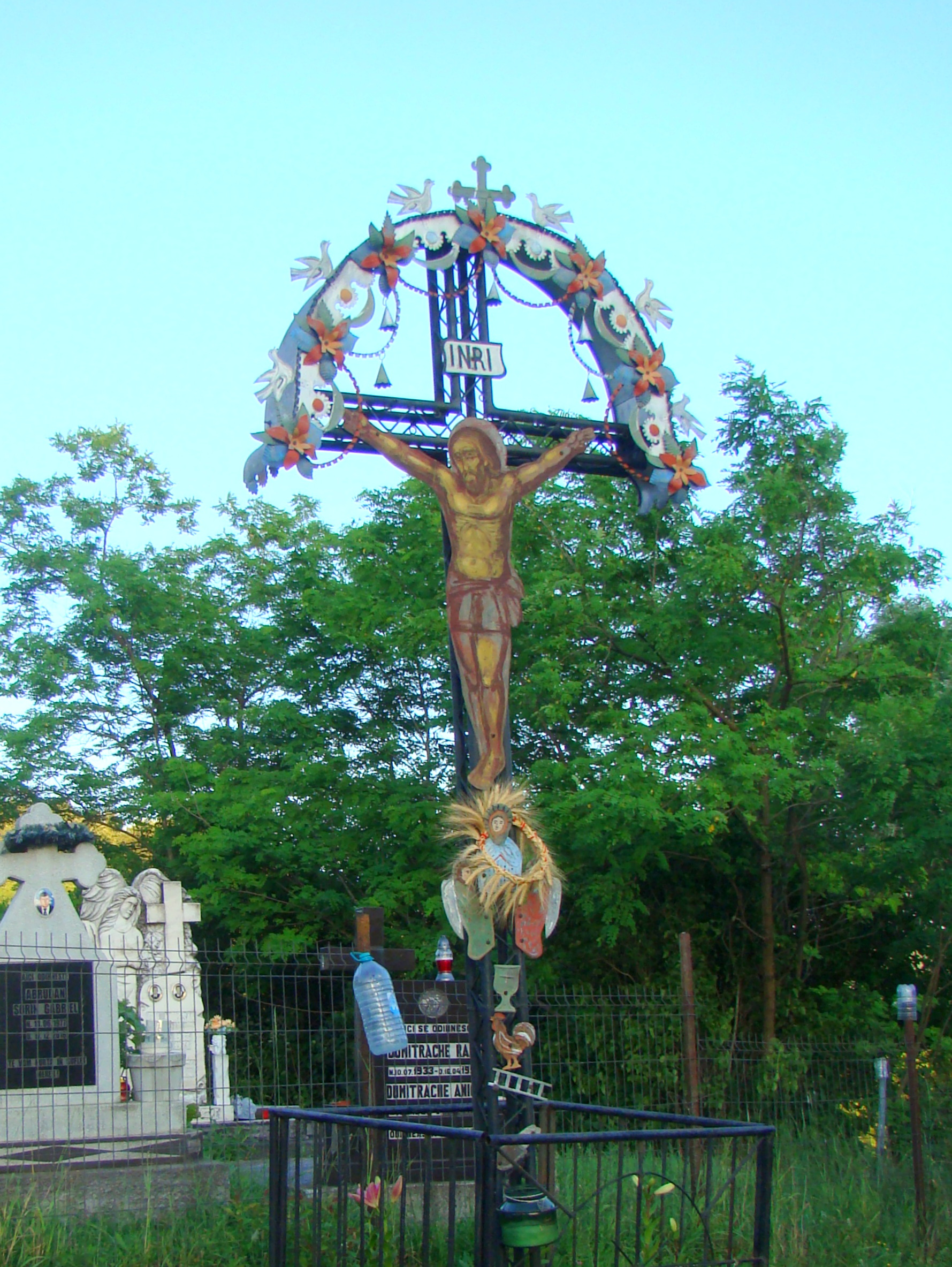
Troița
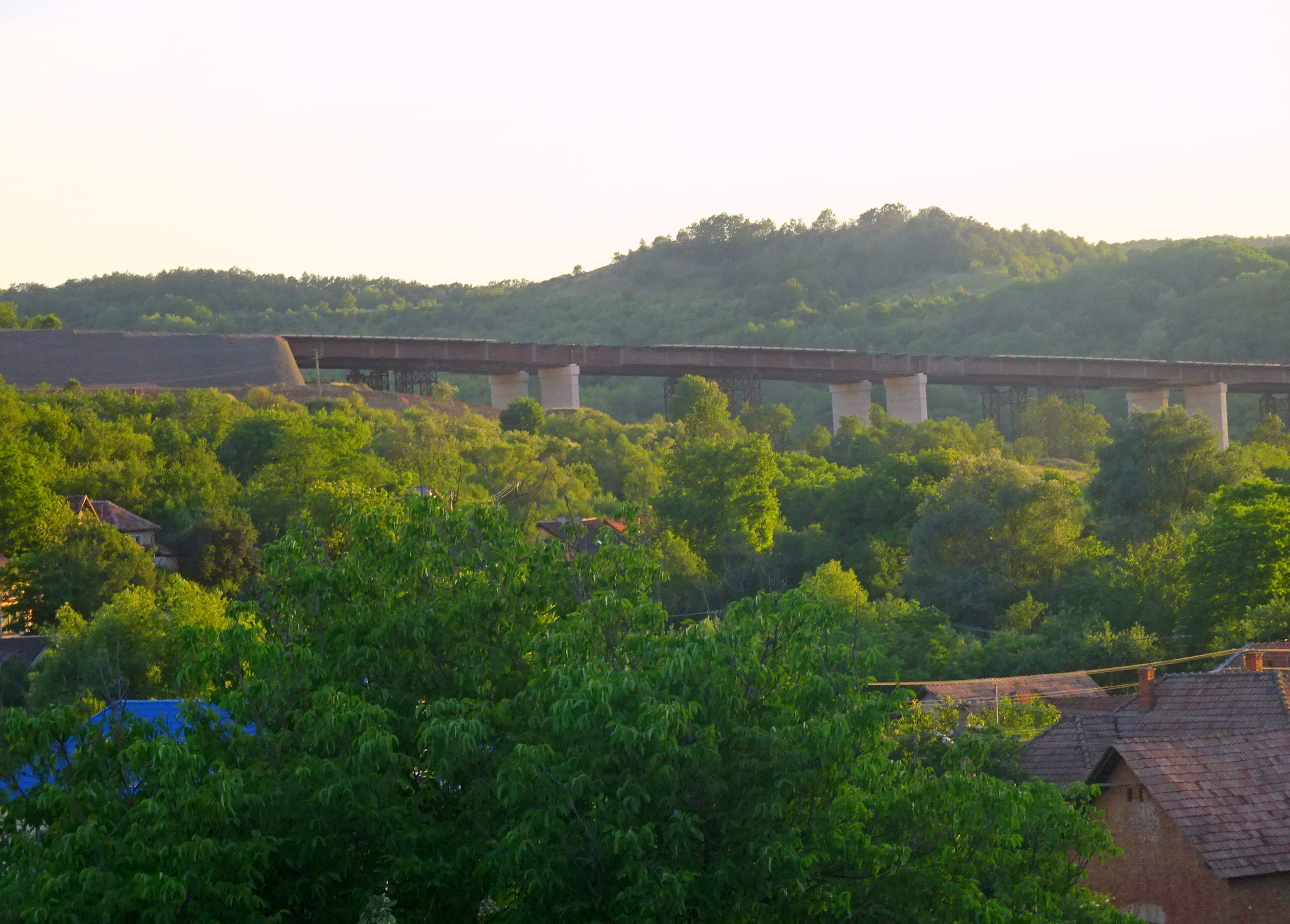
Autostrada A3 Sâncraiu Almașului – Zimbor (Viaductul Valea Pustei)